# Cantagallo (Lima)
Cantagallo es un repoblado asentamiento urbano ubicado en el distrito del Rímac, en la ciudad de Lima, capital del Perú. Limita al norte, con el Mercado de Flores, mediante la vía de Evitamiento. Al este y sur, con el distrito de Lima, por medio del río Rímac. Y al oeste, con el jirón Huánuco.

## Historia
En la década de los 60, al iniciarse la construcción de la vía de Evitamiento en Lima y tras un devastador incendio que arrasó el barrio de Cantagallo, el gobierno de Fernando Belaúnde reubicó a los pobladores de Cantagallo a la urbanización Caja de Agua, construida específicamente para estos. Con esa necesidad, se propició la creación del distrito de San Juan de Lurigancho con la colaboración del Agente Municipal de Lurigancho-Chosica, Flavio Pera Domínguez. Posteriormente, con las primeras invasiones se poblaría el asentamiento humano Caja de Agua Cerro.
En el año 2000, 14 familias del pueblo indígena Shipibo–konibo se asentaron en la parte alta de Cantagallo. Llegaron provenientes de la región Ucayali (departamento centro-oriental del Perú), posiblemente les prometieron un terreno en Lima por apoyar las marchas de Alejandro Toledo, ahora expresidente. Actualmente, son cerca de 200 familias asentadas y se caracterizan por la complejidad de su dinámica cultural, su relación con el Estado, su economía y sus relaciones con la sociedad limeña. Parte los productos fueron exportados mediante un convenio entre Perú y Canadá.
El lugar fue urbanizado con casas de triplay y calles sin asfaltar, considerado por los medios como sector marginado de la ciudad. En ella, tenía un colegio bilingüe con 230 alumnos para el aprendizaje del español y el shipibo.
En 2012, la Municipalidad de Lima presentó el proyecto Río Verde, que consiste en reubicar a los habitantes que viven en Cantagallo y poder construir el Parque del Rímac, este proyecto forma parte de la recuperación del río Rímac; sin embargo, en 2015, la nueva administración decidió cancelar este proyecto para construir un bypass en la avenida 28 de Julio. Por lo tanto, los shipibos se quedaron sin reubicación y sin dinero que habían negociado sobre el terreno, y Lima perdió la oportunidad de recuperar 6 kilómetros del río Rimac. 
En noviembre de 2016, el asentamiento quedó en escombros por un incendio que consumió 480 casas y dejó a 500 familias damnificadas, este incendio se pudo haber evitado si no se hubiese cancelado el proyecto Río Verde.